# 豆盧欽望
豆卢钦望（624年—709年12月27日），又名望之，字思齐，京兆万年（今陕西西安）人，祖籍昌黎徒河。唐武则天时宰相。

## 生平
太子左千牛的职位空缺，豆卢钦望凭门荫制度补上。在外官职为遂州司兵参军，在内官职为宫中尚食直长。任期结束后，他被封为左监门卫将军，又改任卫尉寺丞。不久改任詹事丞，加虚衔朝散大夫。任尚书库部郎中，又改任主爵郎中。
656年，李弘被立为皇太子，豆卢钦望任太子右卫率府中郎将，又改任左卫勋府中郎将，兼任太子左清道副率。后来因为其父死亡不任。为父亲服丧期间被任为左清道率，不久后母亲也去世了。他被任为为右卫亲率中郎将，再升为冀州刺史。为母亲服丧完后，世袭父亲芮国公的爵位，改任怀州刺史。接着被任为尚书兵部侍郎。武则天临朝称制时期，授予豆卢钦望检校同州刺史。俄迁太仆卿。帝后移驾洛阳，豆卢钦望以左千牛将军，留守京师。不久钦望弟豆卢钦文以飞言得罪，窆窜炎方。钦望坐出为婺州刺史，未几，除越州都督。后入拜太府卿，垂拱年间转司宾卿（鸿胪卿）。
长寿二年（693年），迁任内史（中书令）。与李昭德共同执政，昭德以罪下狱，周允元和酷吏司刑少卿皇甫文備上疏弹劾豆盧欽望、韋巨源、杜景儉、蘇味道和陸元方未能抑制于694年后期被武则天流放的权相李昭德，五位宰相都被贬为刺史。他亦坐联事削级，左迁赵州刺史。满岁，检校司礼卿（太常卿），制西京留守。契丹陷幽州，豆盧欽望請輟京官兩月俸料以助軍需。遭王求禮反對。后以年高，表请骸骨，不许，拜太府卿，迁秋官尚书（刑部尚书），封芮国公。徙授河北道宣劳使、皇太子宫尹（太子詹事），寻策拜文昌右相（尚书右仆射）、太子宾客。
神龙元年（705年），唐中宗复位后，加位特进，拜尚书左仆射，平章军国重事。赐别食宋州封三百户。制授兼安国相王府长史。兼中书令、知兵部、监修国史。武则天去世后，豆盧欽望摄太尉，都领山陵诸使事。事毕，赐物千段，神龙二年（706年）策拜开府仪同三司，余如故。景龙三年十一月二十二日（709年12月27日）薨于长安颁政里之私第，年八十六，赠司空、并州大都督，谥曰元公。粤以四年二月廿八日，陪葬乾陵。史称其为相两朝，前后十余年，独谨其身、不能有所匡正。

## 家族

### 曾祖
- 豆卢通，北周骠骑大将军、开府仪同三司，〇〇〇，隋朝左武候大将军、驸马都尉、南陈安公

### 祖父
- 豆卢宽，唐朝礼部尚书、镇军大将军、岐州刺史，赠特进、并州大都督、芮国定公

### 父亲
- 豆卢仁业，唐朝右武卫将军，赠太子少保、芮国敬公

### 夫人
- 陇西李氏，出自武阳房，宣州刺史李义本之女，鸿胪卿李迥秀姐姐

### 子孙
- 子：豆卢靈昭，太子右卫副率，宣州刺史、芮国公
  - 孙：豆卢器，桑泉令
    - 豆卢鶚
      - 豆卢署，字正名，河南少尹，中牟縣男
        - 豆卢耆，修武主簿
        - 豆卢求，虔州參軍

  - 孙：豆卢愿，汝州司仓参军
    - 豆卢岑
    - 豆卢协

  - 孙：豆卢回
  - 孙：豆卢友
    - 豆卢巽，大理寺主簿

## 豆卢钦望碑
豆卢钦望碑1995年7月出土于陕西奉天县（今乾县）唐僖宗李儇靖陵墓室之石棺床上，原为陪葬唐高宗乾陵的豆卢钦望墓碑。碑无首无座，顶部原刻螭首、碑圭及底榫皆被凿掉，现存高2.52米，宽1.18米，厚37厘米。碑面上部文字清晰，下部多处被人为敲击残损，漫漶不清。碑右侧下部残失。碑文正书，共30行，满行73字。现存约2005字。

大唐故开府仪同三司尚书左仆射上柱国赠司空芮国元公豆卢府君之碑并序

兵部尚书修文馆□□□□□□□□□□□□□□□□□□□□□□州刺史上柱国李迥秀撰文

    闻夫福履莫先于寿考，荣名莫大于富贵。公问有珍从，可谓寿矣；禄盈万钟，可谓富矣；位登三事，可谓〇〇。〇〇于此，足以垂〇；（缺十三字）于书社者〇立言（缺九字）大，阐周易之微旨，存则道备搢绅，殁则名留竹帛，惟芮元公得之矣。公讳望，字思齐，昌黎徙河人。其氏族〇声，所由来尚矣。曾祖通，周骠骑大将军、开府仪同三司，〇〇〇，隋左武候大将军、驸马都尉、南陈安公。祖宽，唐礼部尚书、镇军大将军、岐州刺史，赠特进、并州大都督、芮国定公。父仁业，唐右武卫将军，赠太子少保、芮国敬公。相门卿族，辉映列古；纬武经文，卷怀前代。公陶两仪之间〇，〇〇桑之积德。岳镇川渟，兰薰松茂，孝友之性，非因黼藻；仁义之方，无借砥砺。负揭日月，践履冰霜。得高论于帷几，擅奇声于通理。才称经世，不为雕虫之末；学以〇身，不〇章句之广。通人许其公〇，〇〇论之王佐。陈平门巷，辙迹可称；王濬幡旗，戏言无远。起家以门资补太子左千牛。宫废，出为遂州司兵参军，入为殿中尚食直长。分署外兵，来调中餗。陟遐自〇，此之谓欤。秩满，随牒授左监门〇〇〇，转卫尉寺丞，稍迁詹事丞，加朝散大夫，拜尚书库部郎中，转主爵郎中。言辞博望，来奏明光，步入东掖之门，坐题北宫之笔。属三韩负固，五奴反逆，方命渡〇之师，允籍楼舡之势。以公为江南〇〇〇使，突冒接连，艨冲继进，军容之盛，实有助云。孝敬皇帝昔在储贰，妙择宫寮，除太子右卫率府中郎将，转左卫勋府中郎将，累拜太子左清道副率。侍卫两宫，勤劳（缺十一字）敬公忧，去职。三入壹溢，丧过乎礼，泣血绝浆，俯而犹病。起为左清道率，言从夺服，事迫朝命。割创巨以终天，扶尪羸而就职。及祥缟，又丁太夫人艰，哀疚之容，复如丧敬公之日。寻〇为右卫亲府中郎将，累迁冀州刺史。唐都旧国，时号难理，威严以驭其强，爱惠以缓其弱。途歌里詠，老安少怀。服阙，袭爵芮国公，转怀州刺史。俗杂五方，地称六辅，风化浃于邻境，河润及于京师。征为尚书兵部〇〇。〇卿之职，师兵所慎，动必应机，繄赖斯在。时高宗厌俗上仙，太后临朝称制。〇国以之作难，三叔于是流言。淮海荆河，称兵啸聚。太后以汉数四七，时遘屯蒙，参中〇二事〇〇〇，乃以公检校同州刺史，凶党克平，追复本职。俄迁太仆卿。伯囧正仆，夏侯奉车，方斯蔑如也。大驾久留洛食，西土咸怀怨思，居守之委，存乎其人。乃拜公左千牛将军，京师留守〇〇〇〇。时〇〇〇，公弟钦文，以飞言得罪，窜于炎方。公坐出为婺州刺史。未几，除越州都督。句吴瓯越，轻剽成风。迁不易方，素渐声训。下车之日，威令肃然。入即拜太府卿，转鸿胪卿。国之小藏，邦之大序。允求文〇，〇〇元方。久之，迁中书令。出纳王言，辑熙帝载。魏祖之熹文若，晋皇之叹阳元，不是过也。时中书李昭德与公作对，昭德以罪下狱，公坐联事削级，左迁赵州刺史。公累典名郡，长于牧人。政声之〇，〇〇弥著。满岁，检校太常卿，制西京留守。公频总留事，委遇特深。契丹来侵幽蓟，妄陈谶记，从乱如〇。乃命公持节河北，宣明国典。助桀吠尧之伍，面缚来降；即聋从昧之徒，舆棺请罪。凶渠克〇，〇〇〇焉。公以悬车之年，表请骸骨。不许，拜太府卿。帝以公久在枢衡，任遇斯重，春秋高矣，不宜复婆娑九列，乃迁刑部尚书。公坐镇雅谷，动必依仁，名法之书，非其志也，〇累固辞。朝廷重〇〇〇徙授太子詹事，寻策拜尚书右仆射。备社稷之冢臣，居元恺之重任，岂惟咸有壹德，实亦敬同三老。公知无不为，心〇俱罄；成而不有，事迹罕传。长想归休，遂称疾笃。转太子少保，又让不受，除〇〇〇〇。职参调护，地实优闲。顷之，兼领太子詹事。皇上践祉，以公宫端旧臣，加位特进，临轩策拜尚书左仆射、平章军国重事。珮垂玄玉，坐驭绿车，国之元老，时莫舆贰。上思优贤，〇〇〇俾，乃赐别食宋州封三百户。安国相王，帝之介弟，特申优异，制公兼长史。则天大圣皇后攒涂方启，迁座京邑，敕公摄太尉，都领山陵诸使事。中书令韦安石等各扬所职〇〇〇焉。事毕，赐物千段，策拜开府仪同三司，余如故。式赡四海，仪形百辟。黄权邓骘，兼之者公。日下曾泉，既深大耋之恨；风高落〇，弥轸长年之悲。请老，制许。俸禄印绶，一无所减。呜呼！上药难〇，〇〇终谢。沉痼弥留，晦明逾积。时景龙三年十一月廿二日，即长安颂政里之私第，春秋八十有六。上闻凶震悼，亲为发哀，辍朝三日，赠司空、并州大都督，赙物千段，米粟千斛，赐东园秘器，葬事所须，并令官给，务令优厚，仍为立碑。吉凶仪卫，将送往复。敕鸿胪卿李迥秀监护，雍州司马韦铣为副。玺书吊祭，襚以锦衾敛服，又赗以玄熏束帛，乘马〇四而加璧焉。公惟岳降神，自天生德。〇〇〇合，照邻藏用。清徽素范，标迈当时。劲节贞心，发挥雅俗。敦至柔以待物，崇劳谦以虚己。竭诚奉上，不顺旨以取容；谨身率下，不宾名以求誉。慎伯起之金，存子罕之宝。斟酌荀〇，〇〇〇商。辩藏〇〇，〇其欲讷之性；学富九流，晦其洽闻之迹。庙堂仰其模楷，簪绂推之领袖。萧条隐吏之际，优游平勃之间。故能出入三朝，周旋五纪。履顺而动，自符大雅之训；委心而行，弗违中庸之德。进退有通于〇〇，屈伸无嫌于险易。出处殊轸，慕其道而载怀；文武异途，闻其风而击节。诗不云乎：人之云亡，邦国殄萃者也。粤以四年二月廿八日，陪葬乾陵，礼也。嗣子太子右卫副率灵昭，质茂珪璋，操秉〇〇。〇仁游艺，文学表于四科；考古论兵，武功宣于七德。至性穷观行之道，立身极扬名之事。躬奉陈迹，仰遵圣旨。太常彝器，既有铭于功业；岘首南阳，宜备刊其景行。迥秀即公之内弟，躬奉名节，〇〇〇〇。仰凭遗爱，少寄情感。俾夫不朽之迹，与日月而长悬；无愧之词，共山河而永久。迺为铭曰：

寿兵长发，厌越遐征。奄宅玄土，遂迁朔城。和龙启域，斗马标名。中山问鼎，上洛飘缨。

自北徂南，俾侯锡土。化渐江汉，道变齐鲁。庆流耳孙，福基鼻祖。舄奕当代，萎蕤〇古。

〇〇〇秀，〇〇华裔。〇〇〇〇，相望邸第。公之克挺，实为命世。薾影昂藏，抟风陵厉。

抗志贞亮，秉心渊默。容止可仰，威仪不忒。传称四科，书陈三德。荣问不已，芳猷允塞。

外重四岳，公实居之。内贵五省，公遍游之。咸歌来慕，同〇〇〇。非吏非隐，念兹在兹。

阅水东逝，奔曦西仄。大厦摧梁，垂天〇异。百年有数，一棺永息。荒垅凝阴，寒云无色。

饰终何事，赠以台华。诏葬何事，送以轻车。坟开千曲，邑聚万冢。憗遗之〇，举世咨嗟。

## 延伸阅读
[在维基数据编辑]
 在维基文库阅读此作者作品
 《舊唐書/卷90》，出自刘昫《舊唐書》
 《新唐書·卷114》，出自《新唐書》